# دينيس فيتال
دينيس فيتال هو لاعب كرة قدم ومدرب كرة قدم برتغالي في مركز حراسة المرمى، ولد في 2 يوليو 1932 في Grândola ‏ في البرتغال، وتوفي في 16 سبتمبر 2014 في يابرة في البرتغال. شارك مع Portugal national football B team ‏ ومنتخب البرتغال لكرة القدم. أما مع النوادي، فقد لعب مع فيتوريا سيتوبال.

## وصلات خارجية
- دينيس فيتال على موقع قاعدة بيانات كرة القدم.إي يو (الإنجليزية)